# Lasioptera puerariae
Lasioptera puerariae är en tvåvingeart som först beskrevs av Shinji 1938.  Lasioptera puerariae ingår i släktet Lasioptera och familjen gallmyggor. Inga underarter finns listade i Catalogue of Life.